# Die Hollars – Eine Wahnsinnsfamilie
Die Hollars – Eine Wahnsinnsfamilie (Originaltitel: The Hollars) ist ein US-amerikanisches Drama des Regisseurs John Krasinski aus dem Jahr 2016.

## Handlung
John Hollar wohnt mit seiner Freundin in New York. Als bei seiner Mutter ein Tumor festgestellt wird, reist er zurück um sich um seine Mutter zu kümmern und muss sich mit seiner schwierigen Familie auseinandersetzen.

## Kritik
Bei Rotten Tomatoes hält der Film 46 % positive Bewertungen, basierend auf 90 Kritiken. (Stand: September 2019)